# 生涯福岡人!
『生涯福岡人！』（しょうがいふくおかじん！）は、"福岡をつなぐ学生向け教養マガジン"というテーマの無料情報誌である。福岡県内の30大学36キャンパスで配布されている。

## 概要
『生涯福岡人！』は、福岡の人、まち、企業、歴史をつなぐ学生向けの教養マガジンであり、企画立案から広告営業、取材・編集、デザイン、配布に至るまで、全てを学生だけで行なっている。コンテンツは、「福岡」「学生」「教養」を柱に企画され、福岡の企業紹介から恋愛小説まで幅広く制作している。2008年に第1号を発刊し、2012年4月には第12号が発刊された。初代代表は芦原啓太、初代編集長は池永鉄平、初代チーフマネージャーは段原亮冶。現在在籍中のエディターは、福岡県内の大学生9名である。

## コンテンツ
- フクオカ・ビジョナリーカンパニー
  - 福岡の魅力的な企業の紹介。社員の方1人に焦点を当て、学生時代や仕事内容、職場の雰囲気などについてお話を伺う。

- ジョブハン道場
  - 「就活」改め「ジョブハン」（job huntingの略）について編集部独自の視点でレクチャーする。

- キミに会いにゆく。
  - 福岡の学生を題材にしたノンフィクション恋愛小説。

- よかとこ！ぶらり旅
  - 福岡にある素敵な街を編集部の視点から紹介する紀行文。

- 男の哲学・女の美学
  - 人生最大のテーマといっても過言ではない"異性の謎"に迫るべく集められたアンケート。

- 冷静と情熱のあいだ
  - 世の中でよく使われている諺やセオリーの妥当性を、編集部員が体を張って検証する人気企画。

他にも、以下のようなコンテンツがある。
- 学生の品格
- あたまのたいそう
- さりげなくケーザイ

## 配布キャンパス
- 九州工業大学
  - 戸畑キャンパス
  - 飯塚キャンパス
- 九州産業大学
- 九州女子大学
- 九州大学
  - 箱崎キャンパス
  - 伊都キャンパス
  - 馬出キャンパス
  - 大橋キャンパス
- 久留米大学
  - 御井キャンパス
- 西南学院大学
- 筑紫女学園大学
- 中村学園大学・短期大学
- 福岡教育大学
- 福岡女学院大学
- 福岡女子大学など
- 福岡大学